# András Adorján
András Adorján (Budapest, 31 marzo 1950 – 11 maggio 2023) è stato uno scacchista ungherese.
Quattro volte campione nazionale ungherese (1973, 1984, 1992, 1993), ottenne il titolo di Grande maestro nel 1973 all'età di 22 anni. È uno dei maggiori sostenenitori della tesi secondo la quale il nero non ha un reale svantaggio, e il vantaggio del tratto sarebbe per il bianco più che altro di natura psicologica. Ha scritto sull'argomento diversi libri.

## Biografia
Nell'interzonale di Riga del 1979 si classificò =3º e poté così accedere al torneo dei candidati, ma perse il match dei quarti di finale contro Robert Hübner.
Adorján partecipò, dal 1978 al 1992, a sei olimpiadi degli scacchi con la squadra ungherese, vincendo l'oro di squadra nelle olimpiadi di Buenos Aires 1978 (le uniche non vinte dall'Unione Sovietica in tutte le sue 19 partecipazioni).
Adorján fu uno degli allenatori di Garri Kasparov in diversi suoi match per il titolo mondiale. Fu anche per molto tempo uno dei preparatori del suo connazionale Péter Lékó nella sua ascesa verso i vertici mondiali degli scacchi. Tra le sue aperture preferite, la difesa Grünfeld, della quale fu un grande esperto.

## Principali risultati
- 1969: vince il campionato europeo dei giovani ed è secondo nel campionato del mondo juniores, dietro ad Anatolij Karpov;
- 1972-1987: vince (da solo o ex aequo) i tornei di Varna 1972, Luhacovice 1973, Osijek 1978, Budapest 1982, Gjøvik 1983, Esbjerg 1985, New York open 1987.

## Libri sugli scacchi
- Winning with the Grünfeld (con Jenő Döry), MacMillan, 1987
- Black is OK!, Batsford, 1989
- Quo vadis, Garry?, Schachverl, Dreier, Mannheim, 1990
- Black is OK in Rare Openings, Caissa Books, 1998
- Black is Still OK!, Batsford, 2004
- Black is OK Forever!, Batsford, 2005